# Ladyginia
Ladyginia là chi thực vật có hoa trong họ Apiaceae.